# 王氏 (贞烈县君)
王氏（？—1123年），金朝女性人物，李宝信之妻。
李宝信是金国的义丰（今河北省滦州市）县令，1123年，張覺以平州叛金，王氏陷于敌中。叛军想要逼娶王氏，王氏大骂叛军为贼，叛军大怒，将她杀死肢解。金世宗大定十二年（1172年），金国朝廷追赠王氏为“贞烈县君”。